# Битоля (община)
Битоля (на македонска литературна норма: Општина Битола) е община, разположена в югозападния дял на Северна Македония със седалище едноименният град Битоля.
На запад Битолската община граничи с община Ресен, като границата между двете минава по билото на Пелистер. Южната граница е държавната граница с Гърция. На изток и североизток Община Битоля граничи с общините Новаци и Могила, а на север - с Демир Хисар.
Площта ѝ е 787, 95 km2 и е съставена от 66 населени места.

## Структура на населението
Според преброяването от 2002 година община Битоля има 95 385 жители.
| Етническа принадлежност | Процент |
| северномакедонци        | 88,71%  |
| албанци                 | 4,36%   |
| турци                   | 1,69%   |
| роми                    | 2,74%   |
| власи                   | 1,33%   |
| сърби                   | 0,57%   |
| бошняци                 | 0,02%   |
| други                   | 0,58%   |

## Личности
- В редовете на Българското опълчение, в боевете на Шипка на 11 август 1877 година загива (безследно изчезва) Иван Янковски, роден в село Копово, Битолско, постъпил в Опълчението на 3 май 1877 г. в 1-ва рота на V дружина.[2]